# George Raymond
 George Henri Richard Raymond, född 25 januari 1922 i Belgien, död 13 december 2015 i Östra Ryd, folkbokförd i Söderköping Sankt Anna församling, Östergötlands län, var en svensk violinist.
Raymond var konsertmästare i Örebro orkesterförening 1951–1955 och i Norrköpings Symfoniorkester 1955–1984. Han var även verksam som primarie i Norrköpingskvartetten mellan 1956 och 1975. Han invaldes den 22 februari 1973 som ledamot nr 782 av Kungliga Musikaliska Akademien. Raymond är gravsatt i minneslunden på Skällviks kyrkogård.

## Diskografi (i urval)
- Hans Eklund: Stråkkvartett nr 3. Inspelad 1970. Swedish Society Discofil. LP/CD SCD 1038.Svensk mediedatabas.
- Erik Gustaf Geijer: String Quartet No. 2 B flat Major. Andreas Randel: String Quartet F Minor. Inspelad 1977. Sterling CDA 1829-2.